# ぷよぷよBOX
『ぷよぷよBOX』（ぷよぷよボックス、PUYO PUYO BOX）は、2000年12月21日に株式会社コンパイルから発売されたPlayStation用ゲームソフト。同社の落ち物パズル『ぷよぷよ』シリーズの20世紀における総集編的なタイトルで、コンパイル開発の『ぷよぷよ』としては最後の作品。なお、コピーライトには同シリーズの版権を持つセガの社名も併記されている。

## 概要
初代『ぷよぷよ』から『ぷよぷよ〜ん』までの4作品を総括したタイトルであり、4作品のルールを混ぜて対戦する「ごちゃまぜぷよぷよ」やRPG風の「ぷよぷよクエスト」など、複数の異なるモードを収録したオムニバス形式の作品となっている。また、メガドライブ版の『ぷよぷよ』と『ぷよぷよ通』をベースに移植した「復刻盤」も収録されており、特に初代『ぷよぷよ』はPlayStationに初移植となった。
本作は『ぷよぷよ通』のデザインやゲームシステムをベースとしており、『ぷよぷよSUN』以降のような使用キャラクターの選択や個別連鎖ボイスなどは無く、画面や演出はシンプルなものとなっている。画面のレイアウトも『ぷよぷよ通』を踏襲しており、1人用のモードでは敵の顔グラフィックが画面中央に表示され、状況に応じて表情が変化する。また、PlayStationにおける『ぷよぷよ』シリーズでは、3人以上での対戦モードが初めて搭載された。4人対戦用モードでは画面下半分を4分割して小さいぷよが降ってくるという、ドリームキャスト版『ぷよぷよ〜ん』の4人対戦に近い画面形式を採用している。使用されている音楽のほとんどはメガドライブ版『ぷよぷよ』と『ぷよぷよ通』、PlayStation版『わくぷよダンジョン決定盤』からの流用だが、一部本作オリジナルの楽曲も存在する。
「20世紀最後のぷよ決定盤」という謳い文句の通り、多数のモードを搭載している豪華な作品だが、その反面でPlayStationで発売された他のシリーズよりも操作性が若干悪く、ボイスがメガドライブ版の流用で音質が悪い、登場キャラクターは多いが敵として登場するのみでデモがほとんどないことなどといった欠点も幾つか見られる。
2017年11月22日よりセガゲームスからゲームアーカイブスにてPlayStation 3・PlayStation Portable・PlayStation Vita向けに配信が開始された。マルチタップには対応しておらず、PSP・PSVでは1人プレイ専用となる。PSVでは「PocketStation for PlayStation Vita」を利用することで「ぷよコミ!」もプレイできる。

## ぷよぷよ・ぷよぷよ通 復刻盤
2つの「復刻盤」はいずれもメガドライブ版の内容を再現したものがベースだが、移植の際に細部で変更が加えられ、敵キャラクターの思考ルーチンや演出、効果音などの一部差し替えが行われている。それぞれのオプションの項目内容はメガドライブ版とほぼ同じだが、サウンドテストの項目では一部のBGMを聴くこと以外の操作が削除され、当時の没曲も収録されておらず、選択できなくなっている。また、「復刻盤」でのぷよの回転方向のボタン操作は『BOX』自体の総合オプションでの設定には影響されず、それぞれの「復刻盤」内のオプションで別々に設定する。どちらの「復刻盤」でもオプションの設定・ランキングデータはセーブする事が出来ない。メガドライブ版では2P側（右側）でも「ひとりでぷよぷよ」をプレイすることができたが、本作の1人用モードはすべて1P側（左側）でのみプレイ可能となり、2P側のコントローラは「ふたりでぷよぷよ」での対戦時と「とことんぷよぷよ」での同時プレイ時のみに使われる。この他、タイトル画面で放置した際に流れるデモループはタイトル画面、操作説明デモ、ランキング画面のみが流れ、メガドライブ版に存在した起動時の青い「SEGA」のロゴ、およびコンピュータ戦のデモプレイはカットされている。
ぷよぷよ 復刻盤

メインメニューでは「ぷよぷよ」表記。選べるモードは「ひとりでぷよぷよ」「ふたりでぷよぷよ」「とことんぷよぷよ」「おぷしょん」。
PlayStationにおける初代『ぷよぷよ』としては唯一の移植。メガドライブ版と同じく敵の登場ボイスは収録されておらず、連鎖ボイスは両側とも2連鎖目（「ファイヤー」「やったなー」）のみ流れるが、連鎖中もBGMは止まらずに流れ続ける。タイトル画面のボイス（「ファイヤー」）はBGMが一時停止するが、メガドライブ版とは異なりBGM自体を止めるのではなく、ボイス再生の間のみBGMをミュートする形式となっている。サウンドテストの出現コマンドはおぷしょん内でR1ボタンを押す操作に変更されているが、先述通りBGM以外は再生できない。メガドライブ版をはじめ多くの機種に搭載されていた、練習ステージの1面（スケルトンT戦）の消せるぷよを示すヒントは表示されない。また、「ぷよぷよ 復刻盤」ではおじゃまぷよの計算式がメガドライブ版や他の機種とも異なり、巻き込んで消えたおじゃまぷよも得点ぷよのように10点として加算されるように変更され、1P側と2P側で同時に発生したおじゃまぷよは、メガドライブ版では2P側が先に降るが、「復刻盤」では『ぷよぷよ通』で相殺をオフにした場合と同様に、両側で同時に降るようになった。
ぷよぷよ通 復刻盤

メインメニューでは「ぷよ通」表記。選べるモードは「ひとりでぷよぷよ」「ふたりでぷよぷよ」「おぷしょん」。
PlayStationでは既に『ぷよぷよ通 決定盤』が発売されていたが、アレンジ移植だった同作とは異なりこちらはメガドライブ版準拠のため、ひとりでぷよぷよは『ノーマル・モード』のみで、敵キャラクターのメッセージは漫才デモではなく紹介文となっており、塔の経験値設定やエンディングデモなどもメガドライブ版に準じている。ただし、「八部衆（1階層）」の延長戦および最上階の隠しボスのマスクドサタン戦は背景が共通で本作オリジナルのものに変更され、1階層延長戦クリア後に経験値不足の場合は『決定盤』と同じくバッドエンドに変更されている他、『おぷしょん』ルール変化をONにした場合の「例の三人（6階層）」戦が「かたぷよ1」ルール固定ではなくなっている。さらに、『決定盤』と同じくCPUの1連鎖目のボイスがあったり、CPU側の連鎖数も表示される、2階層の色数が5色になっているなどの変更点や、これまでの機種に無いオリジナルの要素がある。なお、メニュー画面の「COOKING OF PUYOPUYO」など一部の音楽は『ぷよぷよ通』ではなく初代『ぷよぷよ』と同じ曲に差し替えられており、さらには本来メガドライブ版にあった乱入機能も廃止されている。また、連鎖ボイスや敵の登場ボイスなどもメガドライブ版と同様のものを流用しているが、「通 復刻盤」内のオプションでのボイスモードは灰色で変更できず「TYPE B」と表示されているものの、本作ではメガドライブ版での「TYPE A（音楽の再生は止まらないが低音質）」のように連鎖ボイス再生中もBGMは止まらずに流れ続け、音質も「TYPE A」の方に近くなっている。タイトル画面のタイトルコールは「ぷよぷよ 復刻盤」と同様にボイス再生の間のみBGMをミュートする形式となっている。この「通 復刻盤」での連鎖ボイスは、『BOX』内のその他のモードでも流用されている。

## ぷよBOXモード
「ぷよBOX」は、本作のメインとなるモード。3種類のゲームモードが存在するが、プレイ人数によって「ひとり」「ふたり」「みんな」に分かれており、さらにその中のそれぞれで選べるモードが異なる。
ひとり
1人用のモード。「ごちゃまぜ」と「クエスト」が選択できる。
ふたり
2人対戦専用のモード。「ごちゃまぜ」と「ほりぷよ」が選択できる。コントローラが2つ必要。
みんな
3・4人で対戦を行うモード。「ごちゃまぜ」と「ほりぷよ」が選択できる。
通常の操作では4人対戦を行うために専用マルチタップが必要だが、オプションで多人数対戦時のコントローラを「2人に1つ」に設定した場合は1つのコントローラを2人で持って使うことになり、左側のプレイヤーは十字キーでぷよを操作しL1・L2ボタンで回転、右側のプレイヤーは□○ボタンで左右移動、×で高速落下、R1・R2ボタンで回転を行う形式となる。
このモードは基本的に3人以上が対象だが、「ごちゃまぜぷよぷよ」のみ足りない人数分の操作をコンピュータに担当させて戦うことができる。「ほりあてぷよぷよ」ではCPUの設定はできない。
らんきんぐ
1人用ごちゃまぜモードのコース別ハイスコアランキングを閲覧できる。
連鎖ボイスは「ぷよぷよ通 復刻盤」のものがそのまま流用されているため、『ぷよぷよ通』と同じく1Pと3Pがアルルの魔法ボイス、2Pと4Pがアルルのダメージボイスとなっている。ただし、1連鎖目で相手におじゃまぷよを送り込めない状況では1連鎖目のボイス（「えいっ」「いてっ」）が流れない仕様となっており、これは元々アーケード版『ぷよぷよ通』で1連鎖目のボイスが搭載された際に採用を見送られた仕様であり、本作で実現することになった。また、敵キャラクターの登場・敗北時、試合決着時のボイスは無い。以下のモードの予告ぷよの種類は『ぷよぷよSUN』のものに準じている。
「ぷよBOX」内の各モードの詳細については以下の節を参照。
- ぷよぷよクエスト （クエスト）
- ごちゃまぜぷよぷよ （ごちゃまぜ）
- ほりあてぷよぷよ （ほりぷよ）

### ぷよぷよクエスト
1人用のモード。アルル・ナジャを主人公に据えたRPG風のモード。敵キャラクター（エンカウントモンスター、村・町の住民、商人、ボスキャラクター等）との戦闘形式がすべてぷよぷよ勝負となっている。敵キャラクターの中には、当モード限定で登場するキャラクターもいる。
2013年よりスマートフォン向けに配信されている『ぷよぷよ!!クエスト』とは別物で（タイトルに「!!」が入らない）、関連性は無い。
ストーリーは、アルルが近所に出店してきたぷよまん本舗の経営者から1枚のメダルを貰い、「メダルを6枚集めて村外れに見える塔に行けば幸せになれる」という伝説を聞かされて旅に出る内容である。
マップは2D見下ろし型。通常のRPGと同じく、町の住民と会話したり、ダンジョンを進んでいくことでストーリーが進行していく。フィールドやダンジョンを歩き回っているとエンカウントでザコモンスターが出現し、ぷよぷよ勝負に突入する。大連鎖を決めて敵を倒せば経験値が多く貰え、早く決着を付けるほど多くのお金が手に入る。経験値を貯めてレベルアップすれば攻撃力などのパラメータが上昇する。ランダム戦闘からは逃げることもできるが、逃走に失敗すると強制的に戦闘になる上に、戦闘開始直後に自分側のフィールドにおじゃまぷよが3段降るペナルティがある。また、ダンジョンの奥にはボスキャラクターも存在するほか、特定のアイテムを入手すると町の一部の住民や商人などのキャラクターにもぷよ勝負を挑むことができる。戦闘に負けた場合は体力を示すハートを1つ失い、全てのハートを失うとゲームオーバーとなる（ゲームオーバーになった場合、最後にセーブした場所からコンティニュー可能）。失ったハートはショップなどにある魔法陣や特定のアイテムで回復できるほか、特定のアイテムを入手することで最大値を増やすことができる。
また、町にあるショップやダンジョン内の宝箱などからは装備アイテムを入手できる。装備品には攻撃力・防御力・素早さのパラメータアップの効果があるほか、属性として「ぷよの回転」や「NEXTぷよ」、「相殺」などのゲームシステムに関わる内容も設定されている。そのため、初期状態では初代『ぷよぷよ』にほぼ準拠した仕様となっており、これらの属性を持つ装備を外した場合はそのシステムを使用できなくなってしまう。装備の攻撃力や防御力だけを重視しすぎると属性のバランスが悪くなり、ぷよを一切回せずNEXTも見えないなどの状況に陥るため、属性を考えて装備することが重要となっている。また、一部の装備品には獲得経験値を増やしたり色数を増減するなどの特殊な効果も存在する。
ダンジョン内には岩などの障害物がある場合があり、これらはアルルが杖で殴ることによって破壊できる。強力な杖を入手すれば、より硬いものを壊せるようになっていく。また、壷なども杖で壊すことができ、中にはアイテムやお金が入っている場合がある。

### ごちゃまぜぷよぷよ
シリーズ4作品のルールを混ぜたモード。「ひとり」「ふたり」「みんな」全ての人数モードで遊べる。
ゲーム開始時に4種類のスタイル（ルール）から選択し、そのルールを使用して異なるスタイルのキャラクターと戦うことができる。『ぷよぷよ通』以外のスタイルは原作を完全再現したものではなく、それぞれの作品風のルールに近づけて調整を施したものとなっている。
また、このモードは1人用とそれ以外で形式が異なっている。
ひとり
様々なルールのCPUキャラクターと連続で対戦を行う勝ち抜き戦。「甘口コース（全10ステージ）」、「中辛コース（全20ステージ）」、「辛口コース（全30ステージ）」の3種類から選択し、順番に敵を倒していく。各コースに簡素なエンディングがあるのみで、ストーリーや漫才デモは一切ない。出現する敵キャラクターは終盤の固定ボス等の一部キャラクターを除き、毎プレイごとにある程度ランダムとなっている。このモードにしか登場しない敵キャラクターも存在する。それぞれの敵キャラクターが使うスタイルは固定されており、同じキャラクターでも使用スタイルによってグラフィックが異なるキャラクター（『ぷよぷよSUN』版のシェゾと『ぷよぷよ〜ん』版のシェゾなど）もおり、それらは同じコースに2度登場する場合もある。
使用BGMは、「甘口コース」が『ぷよぷよ』使用曲、「中辛コース」が『ぷよぷよ通』使用曲、「辛口コース」がその両方となっている。対戦背景は『ぷよぷよ』『ぷよぷよ通』のステージ背景をベースにしたもの（『ぷよぷよ』の背景は『通』形式にアレンジ）の他、本作独自の背景が2種類登場している。
ふたり
対人戦専用のモード。『ぷよぷよ通』と同様の5段階のハンデを付けられる。ルールのエディットが可能で、『ぷよぷよ通』のようにおじゃまぷよの固さやぷよの消える個数、全消しボーナスの量などを選択できるほか、逆連鎖しばり（設定された連鎖数を超えてしまうと、超えた分の連鎖で発生したおじゃまぷよが自分自身に送られる）や、フィールドの継続などの特殊なルールを設定できる。
みんな
3人または4人で対戦するモード。「ふたり」と同様のルールエディットを搭載している他、人数が足りない場合は人間の代わりにコンピュータを戦わせることも可能で、COMの強さを3段階から選択できる。全員をコンピュータに担当させることも可能。また、チーム戦形式を採用しており、試合開始前にAからDまでの4つのチームのどれかを選ぶ。2人以上が同じチームを選んだ場合、そのチームのプレイヤーの連鎖で発生したおじゃまぷよは同じチームの仲間には送られなくなり、チームメンバー以外のプレイヤーが全員敗北すれば勝利になる。

#### 4つのスタイル
試合開始前に4つのスタイル（ルール）から選択し、「ぷよぷよ〜んスタイル」を選んだ場合は続けて使用特技も選択する。カーソルのデフォルトは「ぷよぷよ通スタイル」。「ひとり」では一度コンティニューするまで、「ふたり」「みんな」では設定本数を消化して試合に決着をつけるまで、スタイルおよび使用特技の途中変更はできない。それぞれが使用しているスタイルはNEXTぷよの付近に表示され、「ぷよぷよ〜んスタイル」の場合は特技ゲージも同時に表示される。
ぷよぷよスタイル
全消しボーナスが存在せず、相殺も行われない。このため、自分のフィールドにおじゃまぷよの予告がある状態でも、それを貫通して相手におじゃまぷよを送り込むことができる。ただし、自分が他のスタイルの相手に送ったおじゃまぷよは相手の攻撃で普通に相殺される。また、同じ連鎖数でも他のスタイルと比べてより多くのおじゃまぷよが発生するように設定されている（レートが低く、攻撃力が高い）。初代『ぷよぷよ』の時点では存在しなかったNEXT2ぷよやクイックターンは、「ぷよぷよスタイル」では他のスタイルと同様に使えるようになっている。
ぷよぷよ通スタイル
相手からのおじゃまぷよ予告を自分の連鎖で発生させたおじゃまぷよで相殺できる。相殺しきれなかった分のおじゃまぷよはぷよを消した直後にすぐ落下する。また、自分のフィールド内のぷよをすべて消すと「全消し!」の文字が次にぷよを消すまで表示され続け、次回の攻撃に全消しボーナスとしておじゃまぷよの発生量が上乗せされる。
ぷよぷよSUNスタイル
相殺すると日輪相殺が起こり、自分のフィールドに予告されたおじゃまぷよが残っていても、その代わりに相殺した回数分の太陽ぷよが自分のフィールドに降ってくる。このため、相殺すればおじゃまぷよの落下を1手分保留できる。原作『ぷよぷよSUN』とは違い、「自分が相殺した」場合のみ自フィールドのみに太陽ぷよが発生し、「相手に相殺された」場合は太陽ぷよが発生しない（「ぷよぷよSUNスタイル」同士の対戦でも同様）。発生タイミングもアーケード版及びアーケード版準拠で移植された機種とは異なり、ゲームボーイ版『ぽけっとぷよぷよSUN』と同じく相殺に対して即座に反応するようになっており、落下位置の予告（光の柱）は出なくなっている。太陽ぷよの落下位置はアーケード版などの『ぷよぷよSUN』同様、左から1列目より規則性を持って順番に降る（一方で、おじゃまぷよの落下位置には規則性が無い）。全消しをした時のおじゃま上乗せボーナスはアーケード版同様に無いが、代わりに全消し完了時の連鎖数と相殺数に応じた太陽ぷよが自分のフィールドに落下する（発生量こそ異なるが、ゲームボーイ版のように相殺分も合算される）。太陽ぷよは得点ぷよに類似した性質だが、より大きな連鎖に絡めて消すほどおじゃまぷよの発生量が増加する。ただし太陽ぷよの威力は原作に比べて弱く調整されている。
ぷよぷよ〜んスタイル
相殺と全消しボーナスは「ぷよぷよ通スタイル」と同様だが、スタイル選択時に様々な特技からいずれか1つを選択し、ゲージを消費して試合中にその特技を発動できる。特技のシステムは、ドリームキャスト・NINTENDO 64・PlayStation版の『ぷよぷよ〜ん』（以下、DC版）のシステムとゲームボーイカラー版『ぽけっとぷよぷよ〜ん』（以下、GBC版）のシステムを双方混ぜ合わせたようなものとなっており、どちらとも内容が異なる。また、このスタイルでは組ぷよの落下アニメーションが他のスタイルと異なり、ぷよの移動がスムーズになっており、組ぷよ操作時やぷよをちぎった場合の落下速度が他のスタイルより少し遅めになっている。
試合中にぷよを消すと特技を使うためのSPゲージが貯まり、最大3本分までゲージがストックされる（GBC版と同様のゲージ型だが、最大値はDC版と同じくSP3.0相当）。ゲージが1本以上貯まっている状態で、組ぷよを操作中に特技発動ボタンを押すと、落下中の組ぷよが画面外へ切り捨てられる（DC版同様にその組ぷよは消滅）と同時にゲージを1つ消費して特技が発動する。GBC版と同じく、特技によって試合開始時に貯まっているゲージの量とぷよを消した時の貯まり具合が異なり、効果の大きい特技ほどゲージが貯まりにくい。原作とは異なり、試合終了時のゲージの蓄積量は次の試合にそのまま持ち越され、1試合中に特技を何度使ってもゲージの貯まる割合が減少することはない。なお、相手フィールドに効果を及ぼす特技の場合は相手が組ぷよを設置した直後に発動するが、予告ぷよや日輪相殺の太陽ぷよがあった場合はそれに割り込む形で特技の発動のみが行われ、そのターンには相手のおじゃまぷよが降らなくなる（相手の組ぷよ設置 →特技効果発動→組ぷよ（→日輪相殺で太陽ぷよ落下→組ぷよ）→おじゃまぷよ落下、のようになる）。GBC版では「フリーズ」などフィールドのみに効果が及ぶ特技の場合はおじゃまぷよ落下と同時に発動していたが、本作では全て割り込みで単体発動するように変更されている。また、特技によって発動した連鎖は攻撃力が弱く調整されている。
本作に用意されている27種類の特技は、従来のDC版（N64版・PS版含む）やGBC版とは異なる内容となっており、特技の内容や名称自体は主にGBC版のものがベースだが、他機種版の要素も混ぜたものとなっており、本作独自のラインナップとなっている。また、GBC版で同名の特技がある場合も効果が若干異なり、本作での変化系の特技はぷよの無い空間には一切効果を及ぼさず、特技の効果の及ぶ「おじゃまぷよ」には固ぷよも含まれるが、太陽ぷよは含まれない。テレポート・トランスファー・ネオトランスファーといった転送系の特技については、相手がこれらの特技を使ってきた際、降らされた色ぷよは同色4個以上並んでもそのターンでは消えず、1回組ぷよを設置して初めて連結して消える(既にあった色ぷよと合わせて同色4個以上並んだ場合も同様)。またGBC版で特技により登場していた鉄ぷよ・壁・びっぐぷよ及び組ぷよの代わりに登場していたお助けキャラとしてのカーバンクルは、このぷよぷよBOXでは一切登場しない。
スラッシュ
他のプレイヤーのフィールド内のどこか横1段にあるぷよをすべておじゃまぷよに変える。
ネオスラッシュ
他のプレイヤーのフィールド内のどこか横1段にあるぷよをすべて固ぷよに変える。シェゾ・ウィグィィが使用。
ブレイク
他のプレイヤーのフィールド内で一番低い列にあるぷよを縦1列すべておじゃまぷよに変える。
ネオブレイク
他のプレイヤーのフィールド内で一番高い列にあるぷよを縦1列すべておじゃまぷよに変える。ルルーが使用。
フリーズ
他のプレイヤーのフィールド内にあるおじゃまぷよをすべて固ぷよに変える。ドラゴンが使用。GBC版における「フリーズ」とほぼ同様の特技内容。
ソリチュード
他のプレイヤーのフィールド内で孤立している色ぷよをすべておじゃまぷよに変える。ブラックキキーモラが使用。
ピンポイント
自分を含む全プレイヤーのフィールドに、特技使用時に自分の組ぷよ（軸ぷよ）があった列へおじゃまぷよを1個降らせる。アーちゃんが使用。
ソーラーレイ
自分を含む全プレイヤーのフィールドに、特技使用時に自分の組ぷよ（軸ぷよ）があった列へ太陽ぷよを1個降らせる。
ストライク
他のプレイヤーのフィールドに相殺不可のおじゃまぷよを6個降らせる。
ダブルストライク
他のプレイヤーのフィールドに相殺不可のおじゃまぷよを12個降らせる。
ハードストライク
他のプレイヤーのフィールドに相殺不可の固ぷよを6個降らせる。インキュバスが使用。
テレポート
自分のフィールド内のぷよを各列上から3個ずつ、他のプレイヤーのフィールドにそのまま転送する。パノッティが使用。
トランスファー
自分のフィールド内の色ぷよを各列上から2個ずつ、他のプレイヤーのフィールドにそのまま転送し、その色ぷよの上に乗っていたおじゃまぷよをすべて消す。サタンが使用。
ネオトランスファー
自分のフィールド内の色ぷよを各列上から4個ずつ、他のプレイヤーのフィールドにそのまま転送し、その色ぷよの上に乗っていたおじゃまぷよをすべて消す。
バリア
自分のフィールドに予告されたおじゃまぷよの落下を5秒間防ぐ。アルル・ナジャが使用。DC版における「るいぱんこ」に類似（おじゃま落下防止時間は異なる）。
ハイパーバリア
自分のフィールドに予告されたおじゃまぷよの落下を20秒間防ぐ。ドッペルゲンガーアルルが使用。DC版における「ヴォイドホール」に類似（おじゃま落下防止時間は異なる）。
レジスト
10ターン（組ぷよを10組落とすまで）の間、自分のフィールドに予告されたおじゃまぷよが1個ずつしか降らなくなる。
スプリット
自分のフィールド内の中央縦2列のぷよをすべて消す。ドラコが使用。
スライス
自分のフィールド内の奇数段のぷよを1段おきに横7段分すべて消す。ラグナス・ビシャシが使用。
ヒーリング
自分のフィールド内の各列上から5個ずつまでのおじゃまぷよを消す。
スイープ
自分のフィールド内にあるおじゃまぷよをすべて消す。キキーモラが使用。DC版における「お掃除大作戦」とほぼ同様の特技内容。
カット
自分のフィールド内の5段目以上にあるぷよをすべて消す。ミノタウロスが使用。
ワイルドカード
自分のフィールド内にあるおじゃまぷよをすべてランダムな色ぷよに変える。ハーピーが使用。DC版における「変わるわよ〜」に類似した特技内容。
シンパシー
自分のフィールド内で孤立している色ぷよをすべて同じ色ぷよに変える（どの色に変わるかはランダム）。セリリが使用。DC版における「みんな仲良くしてね」及びGBC版における「シンパシー」とほぼ同様の特技内容。
サンダー
自分のフィールド内で、特技使用時に組ぷよ（軸ぷよ）があった列のぷよを縦1列分すべて同じ色ぷよに変える。ウィッチが使用。
パラレルウェーブ
自分のフィールド内のどこか横2段にあるぷよを各1段ずつすべて同じ色ぷよに変える（各段ごとに色はランダム）。のほほが使用。
トリプルウェーブ
自分のフィールド内のどこか横3段にあるぷよを各1段ずつすべて同じ色ぷよに変える（各段ごとに色はランダム）。チコが使用。

### ほりあてぷよぷよ
本作で搭載された新ルール。「ふたり」または「みんな」のみで選択可能な対人戦専用モード。「ごちゃまぜぷよぷよ」とは異なり、ルールエディットはなく、コンピュータに操作を担当させることもできない。
ゲームが始まると全員のフィールドに大量の色ぷよが降り、最下段には固ぷよに囲まれた宝箱が設置されるので、色ぷよや固ぷよを消しながら掘り進んで一番下の宝箱を目指す。宝箱の周囲でぷよを消すとおじゃまぷよのように宝箱を消すことができ、これを行うと相手のフィールドに相殺できない超大量のおじゃまぷよを送りつける。おじゃまぷよの発生レートが高く設定されているため、宝箱に頼らない自力連鎖で相手を倒すのは困難。
ハンデは激甘から激辛の5段階から選べ、それによって最初に積もる色ぷよの高さが4段から8段まで変化する。デフォルトは中辛の6段。
その他のルールとしては、相殺はあるが、太陽ぷよや特技等の特殊ルールはない。
このルールは、2006年発売の『ぷよぷよ! Puyopuyo 15th anniversary』でもほぼ同様の内容で「はっくつ」ルールとして収録された。その後も『ぷよぷよ!! Puyopuyo 20th anniversary』、『ぷよぷよクロニクル』で隠しルールとして再録されている。

## その他のゲームモード
上記のほかにも、以下の2つのモードが収録されている。
公式戦
2人対戦専用のモード。ゲームボーイカラー版『ぽけっとぷよぷよ〜ん』にあったモードのアレンジ移植。2人で対戦を行い、その試合内容に応じて昇級・降級が行われる。ルールは『ぷよぷよ通』の中辛ルール、3本勝負（2本先取）で固定。メモリーカードにプレイヤーデータを作成でき、成績（級位や勝敗数）をそれぞれ別々のメモリーカードから読み出し・保存することができる。
ぷよコミ!
PocketStationを使ったイラストコミュニケーションツール。プロフィールや似顔絵、送りたいメッセージなどを作成し、PocketStationに「ぷよコミ!」をダウンロードできる。これを持って他の人のPocketStationの「ぷよコミ!」と通信することで、お互いのプロフィールや似顔絵、メッセージをその場で交換して受け取ることができる。似顔絵は白黒のドット絵で自作可能なほか、サンプルデータとして収録されている多くの似顔絵（ぷよキャラクターのものも全員分ある）をロードして改変することもできる。当時のコンパイルクラブではこの機能を使った「似顔絵コンテスト」も開催されていた。

## 登場キャラクター
各「復刻盤」では、それぞれのメガドライブ版と同じキャラクターが登場する。ただし、先述通り「ぷよぷよ 復刻盤」ではハーピーとウィッチのぷよ消えパターンの演出が原作のような独自のもの（音符や星）ではなく通常のキャラクターと同じ消え方となっていたり、パノッティの敗北アニメーションでは涙のぶつかる効果音がカット、「ぷよぷよ通 復刻盤」ではマスクドサタン戦の背景が独自のものに変更されて1階延長戦と共通になるなど、一部の演出が変更されている。
「ぷよBOX」モードでは『ぷよぷよ』から『ぷよぷよ〜ん』までのナンバリング4作品に登場したほぼすべての対戦キャラクターが登場するが、対人戦時のキャラクター選択や専用ボイスはないため、基本的に1人用モードでコンピュータが操る敵キャラクターとして登場するのみとなっている。また、『ぷよぷよ』シリーズでは本作が初登場となる敵キャラクターもいる。一部のキャラクター（主に『ぷよぷよ〜ん』でコスチュームがリニューアルされたキャラクター）は衣装が異なるバージョンが別キャラクター扱いで収録されている他、ドッペルゲンガーや同族モンスターなどの扱いでグラフィックを改変したバージョン違いのキャラクターを登場させているケースもある。対戦中の顔グラフィックは『ぷよぷよ通』で使われていたものが多く流用されているが、『ぷよぷよSUN』以降の作品にしたキャラクターは新たに顔グラフィックが『通』風に描き下ろされている。
本作より追加されたキャラクターは、ドッペルゲンガーシェゾ、ブラックキキーモラ、ダークウィッチ、サキュバス、ビーストドラコ、やきナスグレイブ、むほほ、グレイウルフ、バーニングソウル、メロウ、ウッドハンター、つじぎりモール。追加敵キャラクターのほとんどは既存キャラクターの色違いで、『魔導物語』や『わくわくぷよぷよダンジョン』など『ぷよぷよ』シリーズ以外の作品からの出典であるが、一部本作オリジナルのキャラクターも存在する。
ごちゃまぜぷよぷよ
「ひとりであそぶ」内の「ごちゃまぜぷよぷよ」の場合、前述の通り登場するキャラクターは終盤のボス等の一部のキャラクターを除いてランダムとなっている。また、使用するスタイルおよび「ぷよぷよ〜んスタイル」の場合に使用する特技はデフォルトで決められている。各敵キャラクターのスタイルの割り当てはそれぞれ登場する作品に基づいているが、「初代」から「SUN」までの3作において複数の作品に登場しているキャラクターはその中の1つが割り当てられており、全てに出現するわけではない。例外として、「ぷよぷよ〜ん」スタイルに限り一部を除いて前述の3作と重複がある。下記の表において、登場するキャラクターとスタイルの割り当てを記する。
- 下記の表では、以下の記号で割り当ての区別を行う。
  - ○→原作に登場しており、本作のスタイルに割り当てられている。
  - △→本作のスタイルに割り当てられているものの、原作では一部の機種のみに登場している場合[注 17]やサブキャラクター[注 18]としての登場に留まっている。
  - ☆→本作のスタイルに割り当てられているものの、原作には登場していない。
- 下記の表の「登場最低レベル」の欄は、甘口コース・中辛コース・辛口コースのうちその敵キャラが登場する（可能性のある）最低レベルのコースを示す。
  - 『よ〜ん』以外のスタイルと『よ〜ん』スタイルの両方があるキャラについては、「／（スラッシュ）」の左側に『よ〜ん』以外のスタイル、右側に『よ〜ん』スタイルの登場最低レベルを示す。
  - 基本的に「甘口」の記載は中辛・辛口コースでも登場（つまり全コースで登場）、「中辛」の記載は辛口コースでも登場するが、一部の敵キャラについては甘口コースでしか登場しない、中辛コースでしか登場しないものもあり、その場合は「甘口※」「中辛※」と記載する。

| 『ごちゃまぜぷよぷよ』登場キャラクターおよびスタイル一覧 | 『ごちゃまぜぷよぷよ』登場キャラクターおよびスタイル一覧 | 『ごちゃまぜぷよぷよ』登場キャラクターおよびスタイル一覧 | 『ごちゃまぜぷよぷよ』登場キャラクターおよびスタイル一覧 | 『ごちゃまぜぷよぷよ』登場キャラクターおよびスタイル一覧 | 『ごちゃまぜぷよぷよ』登場キャラクターおよびスタイル一覧 | 『ごちゃまぜぷよぷよ』登場キャラクターおよびスタイル一覧                                                    |
| キャラクター名 /スタイル                                 | 初代                                                     | 通                                                       | SUN                                                      | よ〜ん                                                   | 登場最低レベル                                           | 備考 |
| -------------------------------------------------------- | -------------------------------------------------------- | -------------------------------------------------------- | -------------------------------------------------------- | -------------------------------------------------------- | -------------------------------------------------------- | --- |
| アルル・ナジャ                                           |                                                          |                                                          |                                                          | ○                                                        | 辛口                                                     | プレイヤーキャラクターだが、 『よ〜ん』スタイルに限り敵キャラクターとしても登場する。                       |
| カーバンクル                                             |                                                          |                                                          | ○                                                        |                                                          | 辛口                                                     | |
| スケルトン-T                                             | ○                                                        |                                                          |                                                          |                                                          | 甘口                                                     | 甘口コースではステージ1固定で登場。                                                                         |
| ナスグレイブ                                             | ○                                                        |                                                          |                                                          |                                                          | 甘口                                                     | |
| マミー                                                   | ○                                                        |                                                          |                                                          |                                                          | 甘口                                                     | |
| ドラコケンタウロス                                       | ○                                                        |                                                          |                                                          | ○                                                        | 甘口／辛口                                               | |
| すけとうだら                                             | ○                                                        |                                                          |                                                          |                                                          | 中辛                                                     | |
| スキヤポデス                                             |                                                          | ○                                                        |                                                          |                                                          | 甘口                                                     | |
| ハーピー                                                 |                                                          |                                                          | ○                                                        | ○                                                        | 中辛／辛口                                               | |
| さそりまん                                               | ○                                                        |                                                          |                                                          |                                                          | 中辛                                                     | |
| パノッティ                                               | ○                                                        |                                                          |                                                          | ○                                                        | 甘口／中辛                                               | |
| ゾンビ                                                   | ○                                                        |                                                          |                                                          |                                                          | 中辛                                                     | |
| ウィッチ                                                 |                                                          |                                                          | ○                                                        | ○                                                        | 甘口／辛口                                               | 『SUN』スタイルは甘口コースでは中間ボス(ステージ8)。                                                        |
| ぞう大魔王                                               | ○                                                        |                                                          |                                                          |                                                          | 辛口                                                     | |
| シェゾ・ウィグィィ                                       |                                                          |                                                          | ○                                                        | ○                                                        | 甘口／辛口                                               | 『SUN』スタイルは甘口コースでは中間ボス(ステージ9)、 『よ〜ん』スタイルは辛口コースの中間ボス(ステージ27)。 |
| ミノタウロス                                             | ○                                                        |                                                          |                                                          | △                                                        | 中辛／辛口                                               | |
| ルルー                                                   |                                                          | ○                                                        |                                                          | ○                                                        | 中辛※／辛口                                              | 『通』スタイルは中辛コースの中間ボス(ステージ19)、 『よ〜ん』スタイルは辛口コースの中間ボス(ステージ29)。   |
| サタンさま                                               | ○                                                        |                                                          |                                                          | ○                                                        | 甘口※／中辛※                                             | 『初代』スタイルは甘口コースの最終ボス(ステージ10)、 『よ〜ん』スタイルは中辛コースの最終ボス(ステージ20)。 |
| おおかみおとこ                                           |                                                          | △                                                        |                                                          |                                                          | 甘口                                                     | |
| スキュラ                                                 |                                                          | △                                                        |                                                          |                                                          | 中辛                                                     | |
| インキュバス                                             |                                                          |                                                          | ○                                                        | △                                                        | 甘口／辛口                                               | |
| コカトリス                                               |                                                          | △                                                        |                                                          |                                                          | 中辛                                                     | |
| ウィル・オー・ウィスプ                                   |                                                          | ○                                                        |                                                          |                                                          | 甘口                                                     | |
| トリオ・ザ・バンシー                                     |                                                          | ○                                                        |                                                          |                                                          | 甘口                                                     | |
| のみ                                                     |                                                          | ○                                                        |                                                          |                                                          | 甘口                                                     | |
| ももも                                                   |                                                          | ○                                                        |                                                          |                                                          | 中辛                                                     | |
| バロメッツ                                               |                                                          | ○                                                        |                                                          |                                                          | 甘口                                                     | |
| ミニゾンビ                                               |                                                          | ○                                                        |                                                          |                                                          | 甘口                                                     | |
| うろこさかなびと / セリリ                                |                                                          | ○                                                        |                                                          | ○                                                        | 中辛／辛口                                               | 原作に基づき、 『通』スタイルと『よ〜ん』スタイルで名前が異なる。                                           |
| のほほ                                                   |                                                          |                                                          | ○                                                        | ○                                                        | 中辛／辛口                                               | |
| ふたごのケットシー                                       |                                                          | ○                                                        |                                                          |                                                          | 甘口                                                     | |
| ふふふ                                                   |                                                          | ○                                                        |                                                          |                                                          | 甘口                                                     | |
| アウルベア                                               |                                                          | ○                                                        |                                                          |                                                          | 辛口                                                     | |
| サムライモール                                           |                                                          | ○                                                        |                                                          |                                                          | 中辛                                                     | |
| パララ                                                   |                                                          | ○                                                        |                                                          |                                                          | 甘口                                                     | |
| まもの                                                   |                                                          | ○                                                        |                                                          |                                                          | 中辛                                                     | |
| パキスタ                                                 |                                                          | ○                                                        |                                                          |                                                          | 甘口                                                     | |
| ドラゴン                                                 |                                                          | ○                                                        |                                                          | ○                                                        | 中辛／辛口                                               | 原作に基づき、 『通』スタイルと『よ〜ん』スタイルでグラフィックが大きく異なる。                             |
| マスクドサタン                                           |                                                          | ○                                                        |                                                          |                                                          | 辛口                                                     | 辛口コースの最終ボス(ステージ30)。                                                                          |
| ちょっぷん                                               |                                                          |                                                          | ○                                                        |                                                          | 中辛                                                     | |
| キキーモラ                                               |                                                          |                                                          | ○                                                        | ○                                                        | 中辛／辛口                                               | |
| コドモドラゴン                                           |                                                          |                                                          | ○                                                        |                                                          | 中辛                                                     | |
| ハニービー                                               |                                                          |                                                          | ○                                                        |                                                          | 中辛                                                     | |
| ラグナス・ビシャシ                                       |                                                          |                                                          | ○                                                        | △                                                        | 中辛※／辛口                                              | 『SUN』スタイルは中辛コースの中間ボス(ステージ16)。                                                         |
| アーちゃん                                               |                                                          |                                                          |                                                          | ○                                                        | 甘口                                                     | |
| チコ                                                     |                                                          |                                                          |                                                          | ○                                                        | 辛口                                                     | 辛口コースの中間ボス(ステージ26)。                                                                          |
| ドッペルゲンガーアルル                                   | ☆                                                        |                                                          |                                                          | ○                                                        | 中辛※／辛口                                              | 『初代』スタイルは中辛コースの中間ボス(ステージ18)、 『よ〜ん』スタイルは辛口コースの中間ボス(ステージ28)。 |
| ドッペルゲンガーシェゾ                                   | ☆                                                        |                                                          |                                                          |                                                          | 中辛※                                                    | 中辛コースの中間ボス(ステージ17)。                                                                          |
| ダークウィッチ                                           | ☆                                                        |                                                          |                                                          |                                                          | 中辛                                                     | |
| サキュバス                                               | ☆                                                        |                                                          |                                                          |                                                          | 辛口                                                     | |
| ビーストドラコ                                           |                                                          |                                                          | ☆                                                        |                                                          | 中辛                                                     | |
| ブラックキキーモラ                                       |                                                          |                                                          |                                                          | ☆                                                        | 辛口                                                     | |

ぷよぷよクエスト
「ひとりであそぶ」内の「ぷよぷよクエスト」では、エンカウントモンスターの他、町の住民や、ボスキャラクターなどが登場する。『ぷよぷよ通』にも登場したキャラクターはそのグラフィックがベースとなっている。ゲーム内では戦闘になると「○○が あらわれた!!」とキャラクター名が表示されるため、以下のキャラクター名表記はそれに準ずる。
エンカウントモンスター
フィールド上でランダムエンカウントするザコモンスター。
- ミニゾンビ、ウィル・オー・ウィスプ、ナスグレイブ、サムライモール、マミー、バロメッツ、ふたごのケットシー、おおかみおとこ、アーちゃん、スキヤポデス、やきナスグレイブ、ハニービー、コドモドラゴン、むほほ、グレイウルフ、ゾンビ、バーニングソウル、のみ、トリオ・ザ・バンシー、スキュラ、ウッドハンター、つじぎりモール、メロウ、コカトリス、まもの、ドラゴン、サキュバス

村・町の住民
ぷよ勝負を申し込むことが可能な町の住民として登場するキャラクターは次の通り。
- ウィッチ、キキーモラ、ちょっぷん、パノッティ、ラグナス、インキュバス、ミニゾンビ、ぞう大魔王

このうちウィッチとはボスキャラクターのハーピーに勝利した後に対戦可能となり、ウィッチ以外の対戦可能な町の住民と対戦するためには、ウィッチとの対戦で勝利することにより入手できる「たいせんバッジ」が必要となる。
また、アルルの自宅では共に行動するカーバンクルと対戦したり（この場合も「たいせんバッジ」が必要）、各町のどこかにある鏡を使って主人公であるアルル自身と対戦する「シャドウぷよ」を行うこともできる（鏡のアルルのステータスはその時点でのアルル自身のステータスに準ずる）。
上記以外にも、会話は行えるが対戦はできない町の住民として登場するキャラクターもおり、次の通りとなっている。
- ナスグレイブ、マミー、ゾンビ、おおかみおとこ、サムライモール、ハニービー、アーちゃん、マンドレイク

このうち『なぞぷよ』シリーズに登場したマンドレイクは、本作では唯一の非戦闘キャラクターとしてのみの登場に留まっている。マンドレイク以外のキャラクターについては、エンカウントモンスターとして登場する同種のキャラと対戦することはできる。
商人
全体マップ上や村・町内にある店舗で、アイテムを販売しているキャラクター。
- ももも、のほほ、パキスタ、パララ、ふふふ、さそりまん

上記の6名のうち、後者ほど始点から遠い場所にあり、強力なアイテムが販売されている。
ももも以外の店舗では魔法陣（セーブポイント）が設けられており、セーブしたりライフを回復することが出来る。
前述した住民らと同様に、対戦バッジで戦闘を挑むことが出来る。
ボスキャラクター
イベントで登場する固定ボスキャラクター。
- ドラコ、スケルトンT、アウルベア、ハーピー、セリリ、すけとうだら、ぞう大魔王、ミノタウロス、シェゾ、ルルー、サタン（最終ボス）

## その他
- 本作の組ぷよは一部のモードで色の偏りが見られる現象が確認されている。例として、「公式戦」および各「復刻盤」内のふたりでぷよぷよ・とことんぷよぷよで1手目と3手目、2手目と4手目の組ぷよの色が必ず同じになってしまうというものや、対戦時に特定条件下で1P側と2P側の組ぷよが一致しなくなるなどがある。
- また、「ごちゃまぜぷよぷよ」の「ひとり」において、一部敵キャラクターのアルファベット表記に誤字や過去作との食い違いがあり、以下のような例が見られる。
  - 対戦前に表示されるキャラクター名の綴りが一部各「復刻盤」や他の作品と異なる。例として、スキヤポデスの表記が「SUKIYAPODESU」、ドラコケンタウロス及びビーストドラコの表記が「DORACO CENTAUR」「BEAST DORACO」[注 27]（本来の表記はそれぞれ太字の部分はつかない）になっているなど。
  - NEXTぷよの付近に表示されるアルファベット4字が一部各「復刻盤」のものと異なる。例として、うろこさかなびとの場合「通 復刻盤」では「MERM」だが「ごちゃまぜぷよぷよ」では「MARM」、シェゾ・ウィグィィの場合は各「復刻盤」や「SUNスタイル」では「SHEZ」だが「よ〜んスタイル」では「SCEZ」、など。